# Лион (регбийный клуб)
«Лион Олимпик Университер» (фр. Lyon olympique universitaire) — французский регбийный клуб из Лиона, выступающий в сильнейшей лиге страны, Топ 14. Клуб был основан в 1896 году под названием «Расинг Клаб де Лион». Университетский статус команда получила в 1901 году. Домашние матчи «Лион» проводит на арене «Стад де Жерлан», вмещающей 25 тысяч зрителей. Ранее команда играла на стадионах «Стад Вюйерме» и «Матмют Стадьом».
На логотипе клуба изображён волк. Это объясняется тем, что во французском языке аббревиатура команды LOU созвучна слову loup, «волк».

## История
«Лион», известный во Франции под аббревиатурой LOU, — один из старейших спортивных клубов страны. Регбийная команда клуба стала одной из первых среди созданных за пределами Парижа. Изначально общество было известно под названием «Расинг», поскольку клуб был сформирован в результате объединения «Расинг Клаб де Вез» и «Рагби Клаб де Лион». В 1902 году, когда к регбистами присоединились спортсмены ещё из нескольких клубов, команда получила имя «Расинг э Серкль Реюни». Несколько месяцев спустя команда приобрела название «Лион Олимпик». Наконец, с 1910 года клуб получил современное название. Чёрно-красные цвета использовались с 1902 года.
Клуб организует работу ряда спортивных секций (сейчас их 13), причём регбийное отделение считается одним из сильнейших. В 1931—1933 годах регбисты трижды выходили в финал национального чемпионата. В первом финале «Лион» проиграл «Тулону» (3:6), однако следующие два титула достались именно чёрно-красным. В 1932 и 1933 годах клуб дважды выиграл у «Нарбонна» со счётом 9:3 и 10:3 соответственно. Впоследствии регбисты выступали в низших дивизионах. В сезоне 2006/07, уже вернувшись во вторую лигу, «Лион» обладал вторым бюджетом среди участников дивизиона. Новый тренер Кристиан Ланта, ранее работавший с «Расинг 92», «Тревизо» и «Аженом», должен был вывести «Лион» на высший уровень в течение двух сезонов. Тем не менее, команда вышла в Топ 14 лишь в 2011 году и выбыла из числа сильнейших уже по итогам сезона. В сезоне 2013/14 клуб занял 1-е место во второй лиге и вышел в Топ 14.

## Достижения
- Чемпионат Франции:
  - Чемпион: 1932, 1933
  - Финалист: 1931
- Про Д2:
  - Победитель: 2011, 2014, 2016
- Шалёнж Ив дю Мануа:
  - Победитель: 1933
- Федераль 1:
  - Победитель: 2002
- Второй дивизион:
  - Победитель: 1989, 1992
- Европейский кубок вызова
  - Победитель: 2022

## Финальные матчи

### Чемпионат Франции
| Дата           | Победитель | Финалист | Счёт | Стадион              | Зрители |
| 10 мая 1931 г. | Тулон      | Лион     | 6-3  | «Парк Лескюр», Бордо | 10,000  |
| 5 мая 1932 г.  | Лион       | Нарбонна | 9-3  | «Парк Лескюр», Бордо | 13,000  |
| 7 мая 1933 г.  | Лион       | Нарбонна | 10-3 | «Парк Лескюр», Бордо | 15,000  |

## Состав
Заявка на сезон Топ-14 2020/2021. Жирным выделены игроки, заигранные за национальные сборные.

## Игроки прошлых лет
- Лиам Джилл[англ.]
- Делон Армитидж[англ.]
- Карл Фирнс[англ.]
- Мануэль Карисса[англ.]
- Бадри Алхазашвили[англ.]
- Вилли Амбака
- Томаш Путра
- Тангиноа Халаифонуа
- Джоне Тува
- Лионель Боксис
- Жан-Марселлен Буттен[англ.]
- Кентан Гобе
- Реми Гроссо
- Кентан Делор
- Виржиль Лякомб
- Александр Менини[англ.]
- Бенжамин Муаро
- Алексис Палиссон[англ.]
- Жюльен Пуричелли[англ.]
- Марсьяль Роллан
- Адриен Сегуре
- Ришар Шуара
- Альбертус Бакл
- Франсуа ван дер Мерве[англ.]
- Хендрик Родт[англ.]